# 道明寺 (藤井寺市)
道明寺（どうみょうじ）は、大阪府藤井寺市道明寺にある真言宗御室派の寺院（尼寺）。山号は蓮土山。本尊は十一面観音。

## 歴史
道明寺周辺は菅原道真の祖先にあたる豪族で、野見宿禰の子孫である土師（はじ）氏の根拠地であった。推古天皇2年（594年）、聖徳太子の尼寺建立の発願により土師連八嶋がその邸を寄進して土師氏の氏寺・土師寺を土師神社（現・道明寺天満宮）の南に建立し、やがて神宮寺となった。当時は七堂伽藍や五重塔のある大規模なものであった。
延喜元年（901年）、大宰府に左遷される道真がこの寺にいた叔母の覚寿尼を訪ね「鳴けばこそ別れも憂けれ鶏の音のなからん里の暁もかな」と詠み、別れを惜しんだと伝えられる。この故事は、後に人形浄瑠璃・歌舞伎の『菅原伝授手習鑑』「道明寺」の場にも描かれている。道真の死後、天暦元年（947年）には道真自刻と伝える十一面観音像を祀って土師寺を道明寺と改めるが、これは道真の号である「道明」に由来する。この時同時に、土師神社内に天満宮も創建されたが、この後土師神社は天満宮が中心となっていった。
鎌倉時代には大和国西大寺の末寺となり、永仁6年（1298年）に忍性によって鎌倉幕府の祈祷寺となり、引き続いて室町幕府の祈祷寺にもなっている。
天正3年（1575年）には、高屋城の戦いの兵火で天満宮を含む寺の大部分が焼失するが、後に再興する。
正徳6年（1716年）には石川が氾濫したため、道明寺を天満宮境内に移転させると、道明寺本堂が天満宮本殿のすぐ西隣に建てられるなど両者はやがて一体化していった。
1872年（明治5年）神仏分離することとなり、道明寺の五坊のうち二之室が神職家となって6月に天満宮は土師神社（現・道明寺天満宮）に改称する。翌1873年（明治6年）9月、道明寺はついに天満宮と分離し、東高野街道を隔てた西隣の現在地に移転した。
境内には当時の堂の大きな礎石が残る。当寺の南には五重塔跡の礎石も残っている。

## 境内

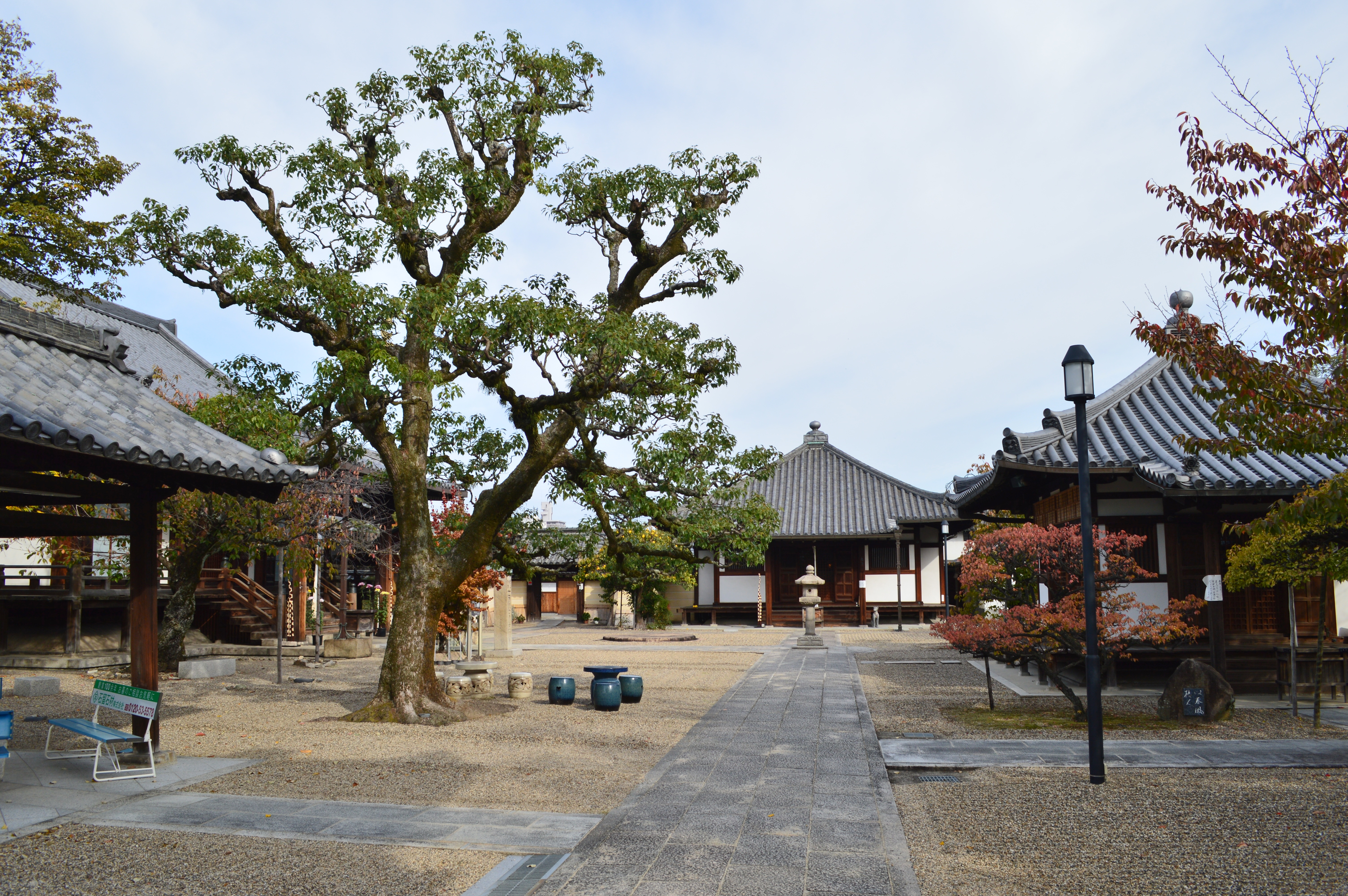
境内

- 本堂 - 1919年（大正8年）再建。

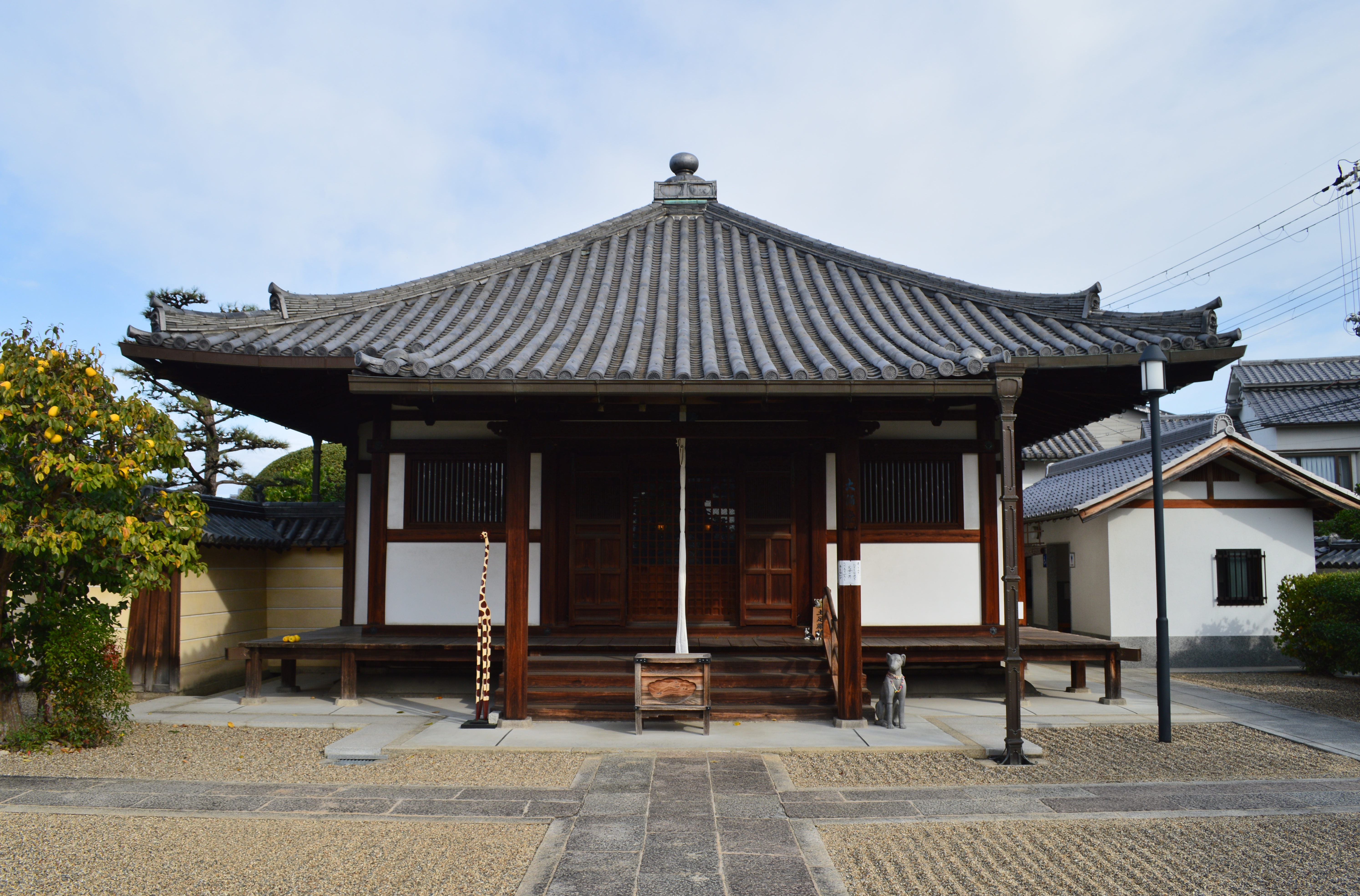
大師堂
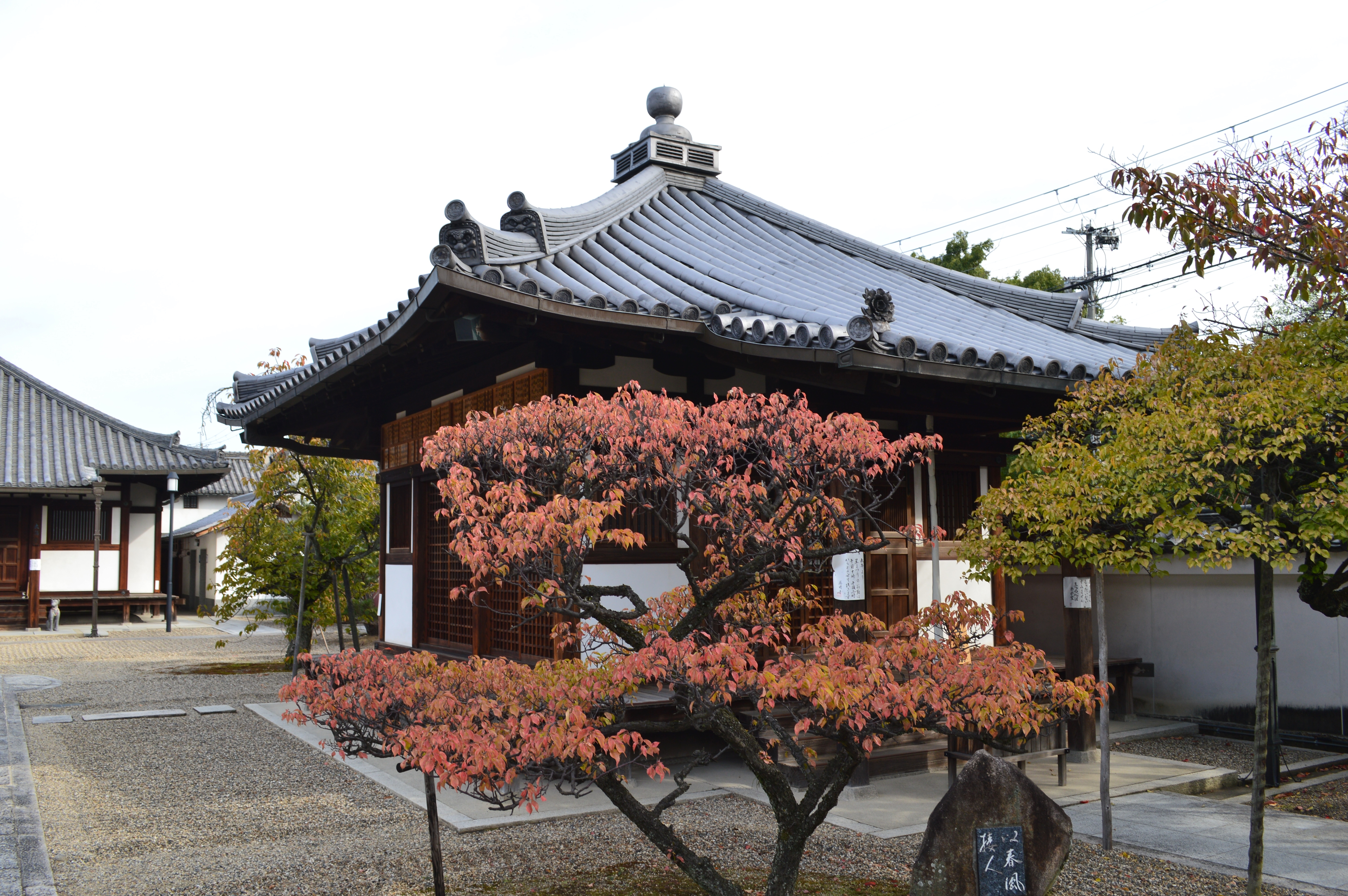
護摩堂
- 東門
- 庫裏
- 庭園
- 楼門
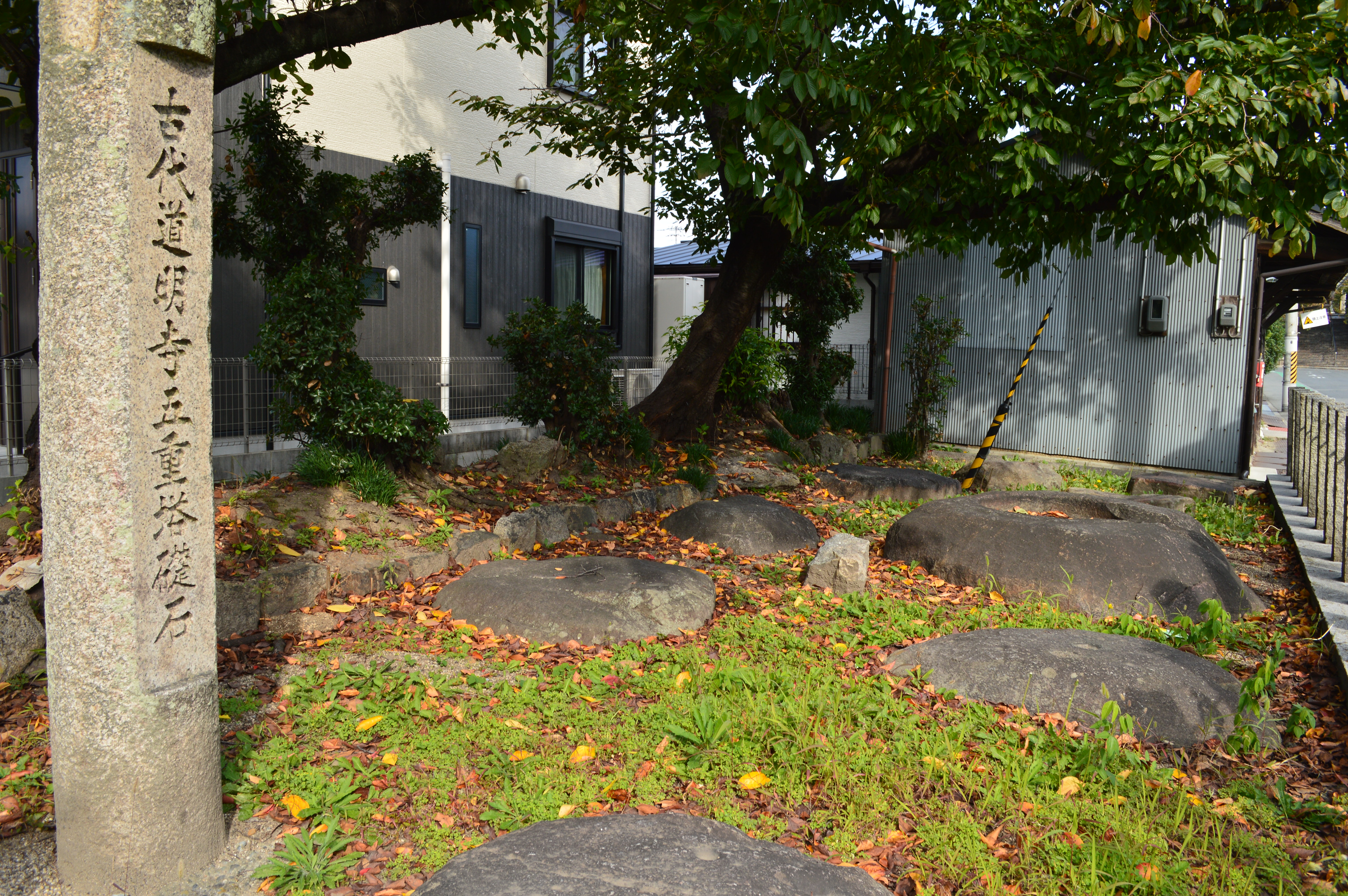
五重塔跡 - 礎石が残る。

- 大師堂
- 護摩堂
- 五重塔跡

## 文化財

### 国宝
- 木造十一面観音立像 - 平安時代初期、9世紀の菅原道真の作とされる。カヤ材の一木造で彩色を施さない素地仕上げとする。カヤ材をビャクダンの代用材として用いた檀像様（だんぞうよう）の作品である。像高98cm。

### 重要文化財
- 木造十一面観音立像（試みの観音） - 伝菅原道真作。
- 木造聖徳太子立像 - 像内に「実舜」「了真」の針書及び諸種真言、種子等がある。
  - 附：像内納入品
    - 紺紙金字細字法華経 1巻
    - 勝鬘経 1巻 弘安九年三月十五日如遍血書奥書
    - 大般若経巻第五百七十八・般若心経 合1巻 弘安九年四月七日了鏡奥書
    - 十大受章・普賢十願・唯識三十頌・般若心経・略法華経 合1巻 各々に了祥の誓願記、奥に弘安九年四月八日の結縁文名がある
    - 弘安九年四月五日仮名願文 1通
    - 善光寺如来聖徳太子問答 1通
    - 錦袋・香木 一括

## 前後の札所
聖徳太子霊跡
2 大聖勝軍寺　-　3 道明寺　-　4 西琳寺
河内飛鳥古寺霊場
4 葛井寺　-　5 道明寺　-　6 野中寺

## 道明寺糒・道明寺粉

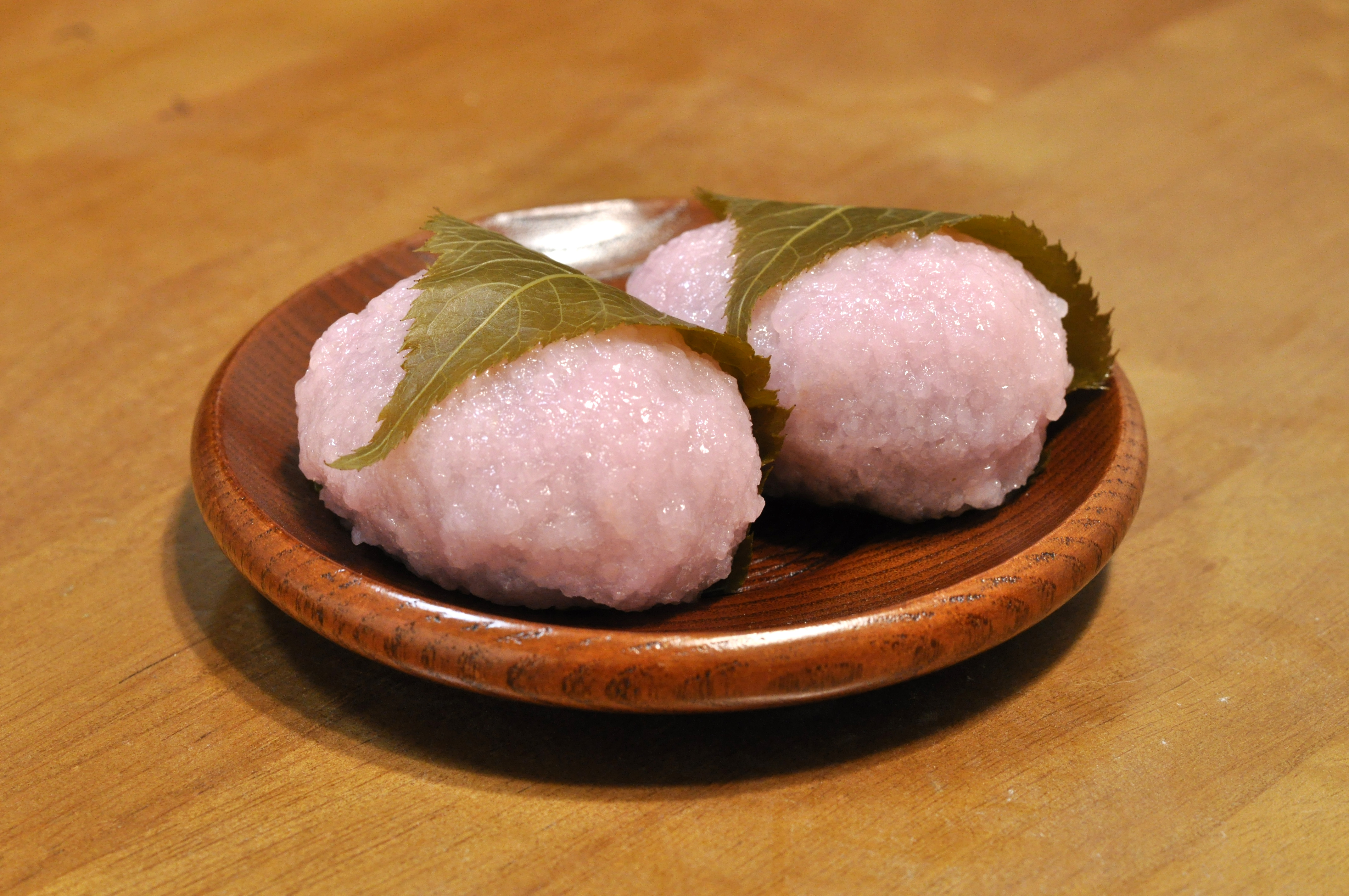
関西風桜餅

道明寺の尼僧が作る糒（ほしい）は古くから有名で、『和漢三才図会』において道明寺糒と並んで最佳とされる仙台糒も、伊達政宗が道明寺糒を参考にして仙台で作らせた糒である。道明寺糒を粗めに挽いたものが道明寺粉で、和菓子の材料として用いられる。道明寺粉が用いられる和菓子のうち、関西風桜餅を指して（関東風桜餅が主流の地域において）道明寺と呼ぶことがある。
道真の大宰府左遷後、覚寿尼は九州へ向けて米飯を毎日供えるようになった。覚寿尼はその下がりを分け与えていたが、それを食べると病気が治るという評判が立つようになった。希望者が多くなったため、あらかじめ乾燥・貯蔵するようになったのが道明寺糒の始まりで、千年以上の歴史があり、現在も販売している。包装紙に印字されている「ほしいひ」の文字は豊臣秀吉の直筆とされる。

## 交通
- 近鉄南大阪線・道明寺線 道明寺駅より西へ約500メートル。